# Josef Stefan
Josef Stefan (en eslovè Jožef Stefan) (24 de març de 1835 - 7 de gener de 1893) fou un físic, matemàtic i poeta, eslovè-austríac.

| Nekaj cellers zmeraj es Ostal, | Sempre hi haurà alguna cosa,                                                 |
| dona ne bomo vedeli, zakaj?    | que nosaltres no sabrem, per què?                                            |
|                                | Jozef Stefan, Naturoznanske poskušnje ( The Science of Nature trials ), 1859 |

## Biografia i carrera
Stefan va néixer a St Peter (en eslovè  Sveti Peter ) un districte de Klagenfurt (en eslovè Celovec) a l'Imperi Austrohongarès, (ara Àustria), el seu pare va ser Aleš (Aleksander) Stefan, nascut a 1805 i la seva mare Marija Startinik, nascuda a 1815. Els seus pares, tots dos d'origen eslovè, es van casar quan Jozef tenia onze anys. Els Stefans eren una família modesta. El seu pare era un auxiliar en un molí i la seva mare treballava de minyona. El pare de Stefan va morir a 1872 mentre que la seva mare havia mort deu anys abans el 1863.
Stefan va anar a l'escola primària a Klagenfurt, on va mostrar el seu talent. Els mestres van recomanar que prosseguís estudis superiors, així el 1845 va concórrer a Klagenfurt Gymnasium. Li va tocar viure l'any de 1848 amb la seva revolució, sent un nen de tretze anys, aquest fet el va inspirar a simpatitzar amb la literatura d'origen eslovè.
Va destacar en el Gymnasium sent el millor alumne de la seva classe, i en concloure els seus estudis va considerar entrar a l'orde dels Benedictins però aviat va abandonar aquesta idea a causa del seu gran interès per la física. el 1853 va viatjar a Viena per estudiar matemàtiques i física. El seu professor de física en el Gymnasium havia estat Karel Robida qui va escriure el primer llibre d'ensenyament de física a llenguatge eslovè. Stefan es va graduar en matemàtiques i física a la Universitat de Viena a 1857. Durant els seus anys com a estudiant, va escriure i publicar una sèrie de poemes en llenguatge eslovè. Es va dedicar a l'ensenyament de física a la Universitat de Viena, va ser Director de l'Institut de Física a partir de 1866, vicepresident de l'Acadèmia de Ciències de Viena i membre de diverses institucions científiques a Europa.
Publicar uns 80 articles científics, principalment en els butlletins de l'Acadèmia de Ciències de Viena, i és conegut principalment per descobrir la power law física a 1879 que estableix que la radiació total d'un cos negre  j   *  és proporcional a la quarta potència de la seva temperatura termodinàmica  T :
{\displaystyle J^{\star }=\sigma T^{4}}
el 1884 es descobreix la derivació teòrica de la llei a partir del treball desenvolupat en el camp de la termodinàmica pel seu alumne Ludwig Boltzmann i per això se la coneix com a Llei de Stefan-Boltzmann. Aquesta llei és l'única llei física de la natura nomenada en honor d'un físic eslovè. Avui la llei és derivada a partir de la Llei de Planck per a la radiació d'un cos negre:
{\displaystyle J^{\star }=\int _{0}^{\infty }\left({dj^{\star } \over d\lambda }\right)d\lambda }
i és vàlida només per a cossos negres ideals. Amb la seva llei Stefan determinar la temperatura de la superfície del Sol i calcular un valor de 5430 ° C. Aquest va ser el primer valor raonable per a la temperatura del Sol
Stefan va realitzar les primeres mesures de la conductivitat tèrmica de gas és, va realitzar treballs en evaporació, i entre altres coses va estudiar difusió, i conducció de la calor a fluids. Per la seva tractat en òptica va rebre el premi Richard Liebe de la Universitat de Viena. El flux des d'una gota o partícula que és induït per l'evaporació o sublimació en la seva superfície és anomenat flux de Stefan com a homenatge al seu treball pioner sobre el càlcul de les taxes d'evaporació i difusió.
Són també molt importants els seus equacions electromagnètiques, expressades en notació vectorial, i treballs a la teoria cinètica del calor. Va estar entre els primers físics europeus que va comprendre la teoria electromagnètica de Maxwell i un dels pocs fora d'Anglaterra que la va expandir. Calcular la inductància d'una bobina de secció quadrada, i corregir un error de càlcul de Maxwell. També va investigar un fenomen anomenat skin effect, pel qual una corrent elèctric d'alta freqüència és major en la superfície d'un material conductor que al seu interior.
En matemàtiques els problemes de Stefan amb condicions de contorn mòbils són àmpliament coneguts. El problema va ser analitzat per primera vegada per Lame i Clapeyron a 1831. Stefan resoldre el problema quan estava analitzant quina és la velocitat amb què creix el gruix d'una capa de gel sobre l'aigua.
Stefan va morir a Viena el 7 de gener de 1893.

## El problema de Stefan
El problema de Stefan descriu l'evolució temporal d'una interfície sòlid-líquid durant un canvi de fase. La idea és poder predir la posició de la interfície així com la temperatura de les fases. El físic eslovè en va donar la primera il·lustració en el seu article «Sobre la formació de les glaceres, especialment les glaceres dels mars polars».
Des de llavors, els problemes matemàtics on els límits del domini depenen de la solució, s'anomenen problemes de Stefan.
La recerca de Stefan en aquest àmbit es va inspirar, sens dubte, en la multiplicació, a la segona meitat del segle xix, exploracions dels mars àrtics: el dramàtic fracàs de l'expedició de Franklin (1845) ; la desastrosa expedició de l'USS Jeannette (1879-1882) el capità del qual, W. De Long, va morir amb part de la seva tripulació mentre buscava un mar sense gel al pol; el semièxit de l'expedició Nansen, tres anys després; i finalment l'equip de Roald Amundsen i els Fram cap a l'Antàrtida.

## Termes amb el nom de Stefan
Diversos conceptes de física i matemàtiques reben el nom de Josef Stefan:
- Llei de Stefan-Boltzmann[7][8][9][10]

- Constant de Stefan-Boltzmann

- Adhesió de Stefan[11]

- El problema de Stefan[12][13]

- Equació de Stefan[14][15]

- Fórmula de Stefan[16]

- El flux de Stefan[17]

- El nombre de Stefan[18][19][20]

- Tub de Stefan[21][22][23]

- Difusió Maxwell-Stefan[24][25][26][27][28]

L'Institut Jožef Stefan, la principal institució científica d'Eslovènia, també porta el seu nom.